# خيميرا دي ليبار
بلدية خيميرا دي ليبار (بالإسبانية: Jimera de Líbar) هي بلدية تقع في مقاطعة مالقة التابعة لمنطقة أندلوسيا جنوب إسبانيا.

## الديموغرافيا
بلغ عدد سكان بلدية خيميرا دي ليبار 471 نسمة عام 2011 (وفقاً للمعهد الوطني الإسباني للإحصاء).
| 428 | 419 | 376 | 435 | 470 | 457 | 471 |